# Vergüei e Vièlanava
Burgue-Erreiti (en francès i oficialment Bergouey-Viellenave), és un municipi de la Baixa Navarra, un dels set territoris del País Basc, al departament dels Pirineus Atlàntics i a la regió de la Nova Aquitània. Limita amb les comunes d'Erango al nord-est, Arrueta-Sarrikota a l'oest, Labastide-Villefranche a l'est, i Ilharre, Labetze-Bizkai i Martxueta al sud. És travessada pel riu Biduze, afluent de l'Adur.

## Demografia
| 1901 | 1962 | 1968 | 1975 | 1982 | 1990 | 1999 |
| --- | ---- | ---- | ---- | ---- | ---- | ---- |
| 354 | 193  | 151  | 137  | 146  | 120  | 112  |
| A partir de 1962, el cens té en compte la població resident definida com a "Population sans doubles comptes" per l'INSEE |      |      |      |      |      |      |